# Tần Hoàn công
Tần Hoàn công (chữ Hán: 秦桓公, trị vì 603 TCN-577 TCN)), tên thật là Doanh Vinh (嬴荣), là vị quân chủ thứ 17 của nước Tần - chư hầu nhà Chu trong lịch sử Trung Quốc.
Ông là con trai của Tần Cung công, quân chủ thứ 16 của nước Tần. Năm 604 TCN, Tần Cung công qua đời, Doanh Vinh lên nối ngôi tức Tần Hoàn công.

## Giao tranh với nước Tấn
Tấn và Tần từng xảy ra chiến tranh từ thời Tần Mục công, kéo dài nhiều năm. Năm 601 TCN, Tấn và Tần lại giao tranh, quân Tần bị quân Tấn đánh bại.
Năm 580 TCN, Tấn Lệ công mới lên ngôi, muốn yên ổn bờ cõi, bèn hội với Tần Hoàn công cùng ăn thề giữ hòa bình bên sông Hoàng Hà. Nhưng khi Tấn Lệ công vừa trở về thì Tần Hoàn công trở mặt, cùng nước Địch bàn mưu đánh nước Tấn.
Nước Tấn lúc đó vẫn làm bá chủ chư hầu. Năm 578 TCN, Tấn Lệ công sai Lã Tương đi sứ trách nước Tần rồi họp 8 nước chư hầu mang quân đánh Tần, gồm Tề, Lỗ, Vệ, Tào, Trịnh, Tống, Chu, Đằng. Liên quân do Tấn đứng đầu đánh bại quân Tần ở đất Mã Toại, bắt được tướng Tần là Thành Sai và Bất Canh Nhữ Phủ. Tần bị thất bại nặng nề.
Năm 577 TCN, Hoàn công mất, ông ở ngôi 27 năm. Con ông là Doanh Hậu lên ngôi, tức là Tần Cảnh công.